# عبد العزيز البشري
عبد العزيز البشري (1886 - 1943) هو كاتب مصري، ولد وتوفي بالقاهرة وكان يطلق عليه جاحظ العصر الحديث، درس في الأزهر، وعمل بعد تخرجه في مناصب عدة، كان آخرها في مجمع اللغة العربية بالقاهرة مراقبًا إداريًا.
كان البشري يكتب في المجلات، وقد جمع ما كتبه من مقالات في كتب، منها قطوف (في جزأين)، وفيه يصوّر ألوان التفكير المصري وبيئاته، و«المختار» وهو مجموعة مقالات في الأدب والوصف والتراجم. وقد تناول في الأدب موضوعات عن تطور الأدب العربي وفوضى النقد، وفي التراجم ذكر سيرة أناس يعرفهم ويختلط بهم.

## نشأته
كان والده الشيخ سليم البشري شيخاً للأزهر الشريف وإمام الحديث في عصره. حفظ إخوته القرآن الكريم صغارا ودرسوا علوم الدين والعربية في الأزهر كبارا وسار البشري على خطاهم، وقد تأثر البشري بالعلامة الأزهري سيد المرصفي مثله في ذلك مثل الزيات وطه حسين وغيرهما من الأدباء.

## أدبه
لم يقم البشري بتأليف الكتب باستثناء كتابين مدرسيين ألفهما استجابة لوزارة المعارف في التربية الوطنية وتاريخ الحقبة المعاصرة للأدب في كتابي «المفصل» وَ«المنتخب»، وبالرغم أنه لم يؤلف كتبا إلا أنه اتخذ المقالة متنفساً له فكتب المقالة النقدية والمقالة الاجتماعية والمقالة الوصفية حتى قُرن أسلوبه بأسلوب الجاحظ.
يقول الأستاذ محمد كرد علي عن عبد العزيز البشري: «وهو نسيج وحده في أسلوب الجد في الهزل والهزل في الجد، ساعده على هذا الإبداع تمكنه من ناصية اللغة وقبضه على قياد الأدب إلى ما فطر عليه من ظرف شفاف إذا تنادر وإذا تهكم. والبشري كالجاحظ إذا عرضت له النكتة قالها لا يبالي وإذا اقتضته الحال أن يتهكم يدخل السرور على قلب قارئه ويعلمه ولا يشق عليه».
تحدث البشري في كتاباته عن زعماء السياسة وأبطال الاقتصاد والقانون والإدارة والبيان والفن كما تحدث عن شتى طوائف الشعب من المقرئين والشحاذين وماسحي الأحذية والنادبين في المآتم والصائحين في الأفراح وغيرها من المواضيع.

### منهجه في الأدب
يقول البشري:

### كتبه
قد جمع البشري مقالاته في كتب (المختار) و (المرآة) و (قطوف).